# Palazzo dei Ministri
Il palazzo dei Ministri, o palazzo della dirigenza, è un edificio situato a Valpiana, frazione del comune di Massa Marittima, in provincia di Grosseto.

## Storia
L'edificio è stato costruito nella seconda metà del XVI secolo, precisamente dopo il 1587, per ospitare gli amministratori ("ministri") dei forni fusori del polo metallurgico di Valpiana, sotto il granduca Cosimo I de' Medici, che rese il polo uno dei maggiori della Toscana in fatto di siderurgia. Il palazzo è situato nel centro del paese, in una piazza in cui si trovano la chiesa parrocchiale e le ferriere.

## Descrizione
Il palazzo si presenta come un imponente edificio a due piani che si staglia sulla piazza principale del vecchio borgo. Ha una forma trapezoidale. La facciata è dominata da un grande stemma mediceo. All'esterno del palazzo si trova un ampio giardino con fontane e statue.